# Krüss Optronic
Die A.KRÜSS Optronic GmbH ist ein deutscher Hersteller und Vertreiber optischer und elektronischer Mess- und Analysegeräte sowie von Instrumenten für die Gemmologie (Edelsteinkunde) mit Sitz in Hamburg. Das Unternehmen ist inhabergeführt und gehört zu den traditionsreichen Hamburger Familienunternehmen. Es geht zurück auf die 1796 gegründete optische Werkstatt des Mechanicus Opticus Edmund Gabory.
A.Krüss Optronic hat Vertretungen in 128 Ländern.

## Unternehmensgeschichte
Die A.Krüss Optronic geht zurück auf die 1796 gegründete optische Werkstatt des aus Straßburg stammenden Mechanikers und Optikers Edmund Gabory. Sein Mitarbeiter und Schwiegersohn Andres Krüss eröffnete 1844 ein eigenes Unternehmen, das er A.Krüss Optisches Institut nannte und in dem er nautische Instrumente und Seekarten verkaufte.
1859 erweiterte Edmund Johann Krüss, Sohn von Andres Krüss, das Unternehmen um eine Linsenschleiferei und stellte fortan fotografische Objektive, Mikroskope und Projektionsgeräte, so genannte Nebelbildapparate, her. 1865 ließ sich Krüss seine weltbekannte „Laterna Magica“, einen Vorläufer des Filmprojektors, patentieren. Die Produkte des Unternehmens wurden auf vielen internationalen Messen, zum Beispiel auf den Weltausstellungen in Paris (1855), London (1862), Chicago (1893), Paris (1900), Saint Louis (1904) und Brüssel 1910 mit einem Grand Prix ausgezeichnet.
1886 fusionierten die beiden bis dahin noch getrennt arbeitenden Unternehmen zu einer Firma. Von 1888 bis 1920 wurde das Unternehmen von Hugo Krüss geleitet, der Pionierarbeit auf dem Gebiet der theoretischen und praktischen Photometrie leistete. Sein Handbuch der elektrotechnischen Photometrie wird die Grundlage dieses Fachgebietes. Er wandelte das Unternehmen von einem Hersteller wissenschaftlicher Instrumente zu einem technologischen Wissenschaftsunternehmen. Als Vorsitzender der Deutschen Gesellschaft Feinmechanik und Optik setzte Hugo Krüss sich auch gegenüber der Politik für diesen Industriezweig ein. Der Hamburger Senat ernannte ihn 1917 zum Professor, im folgenden Jahr erhielt er die Ehrendoktorwürde der Universität Göttingen. 1925 starb Hugo Krüss im Alter von 72 Jahren. Fünf Jahre nach seinem Tod ehrte ihn die Freie und Hansestadt Hamburg durch Widmung einer Straße im Stadtteil Barmbek.

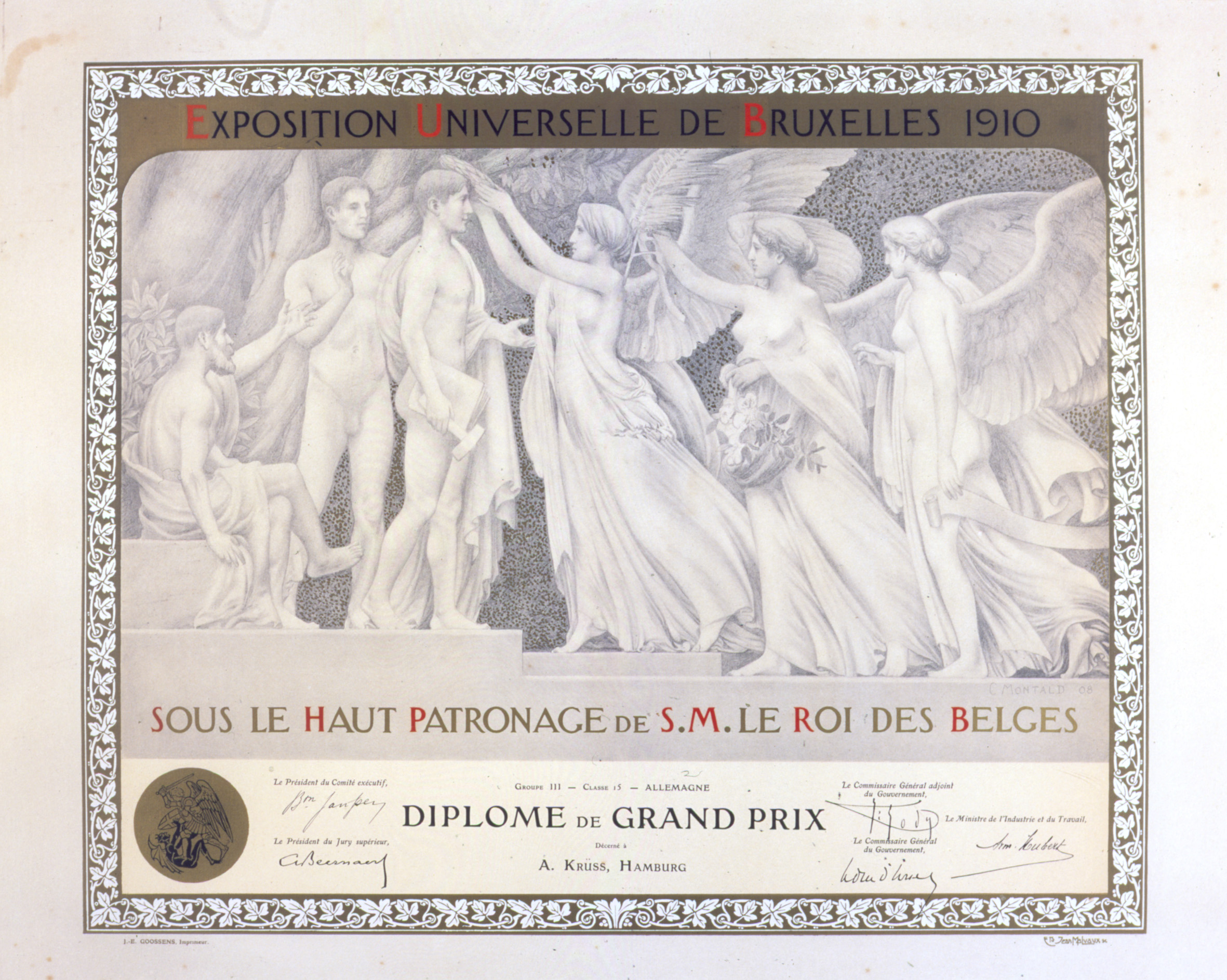
Grand Prix der Weltausstellung Brüssel, 1910

Hugos Sohn Paul Krüss trat 1904 im Alter von 24 Jahren in das Unternehmen ein und setzte das Werk seines Vaters fort. Als „Handwerksmeister mit Doktorhut“ entwickelte er physikalische Messverfahren und konstruierte auch die dazu erforderlichen Geräte. Nach dem Zweiten Weltkrieg übergab er die Führung an seinen Sohn Andres. Die Kontinuität in der Unternehmensführung blieb über das 20. Jahrhundert hinaus erhalten. Seit 1980 führt Martina Krüss-Leibrock die Firma in siebenter Generation. 2005 trat auch ihre Tochter Karin Leibrock in die Firma ein, so dass das Unternehmen nunmehr bereits seit acht Generationen von der Familie geführt wird.
Anfang des Jahres 2009 bezog die A.Krüss Optronic ihr neues Firmengebäude in der Nähe des Hamburger Flughafens. Cornelius Weser, Ehemann von Andreas Krüss' Tochter Marianne, leitete die Krüss GmbH bis 2012. Anschließend übernahm sein Sohn Florian Weser die Geschäftsführung.
2013 trat Thomas Schmauck in die Geschäftsführung ein und verantwortet künftig gemeinsam mit Karin Leibrock das operative Geschäft.

## Produkte

### Mikroskope
Mikroskope gehören traditionell zum Kernangebot der A.Krüss Optronic. Das Unternehmen hat mehrere stereoskopische und monokularer Mikroskope im Angebot, die für den Einsatz in Medizin, Biologie und Technik ausgelegt sind. Dazu werden Zubehör, wie Kameras, Lichtquellen, Objektiven usw. im Sortiment geführt.

### Polarimeter

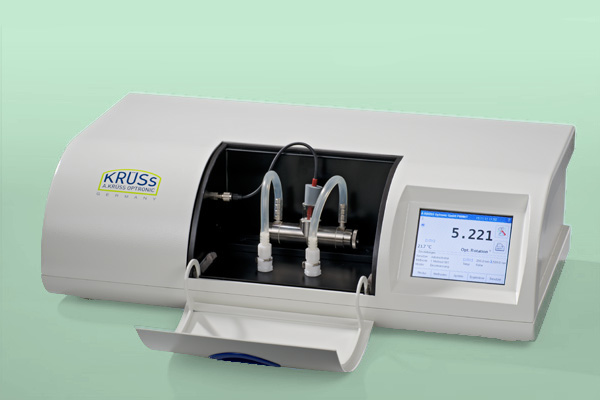
Das P8000 von Krüss Optronic

A.Krüss Optronic liefert Polarimeter zur Bestimmung der optischen Aktivität von Substanzen vom robusten, manuell bedienbaren Laborinstrument bis zu den vollautomatischen Instrumenten der PS 8000 Serie. Die digitalen Polarimeter der P8000-Serie verwenden ein von Krüss patentiertes Messverfahren, das die Messzeit unabhängig vom Drehwinkel auf eine Sekunde reduziert.

### Refraktometer
Refraktometer zur Bestimmung des Brechungsindex von Flüssigkeiten und Polymeren bietet die A.Krüss Optronic sowohl als stationäre Laborgeräte als auch als vollelektronische mobile Handgeräte an. Die Geräte können in der Lebensmittelproduktion und in der Chemietechnik universell eingesetzt werden.

### Weitere Produkte

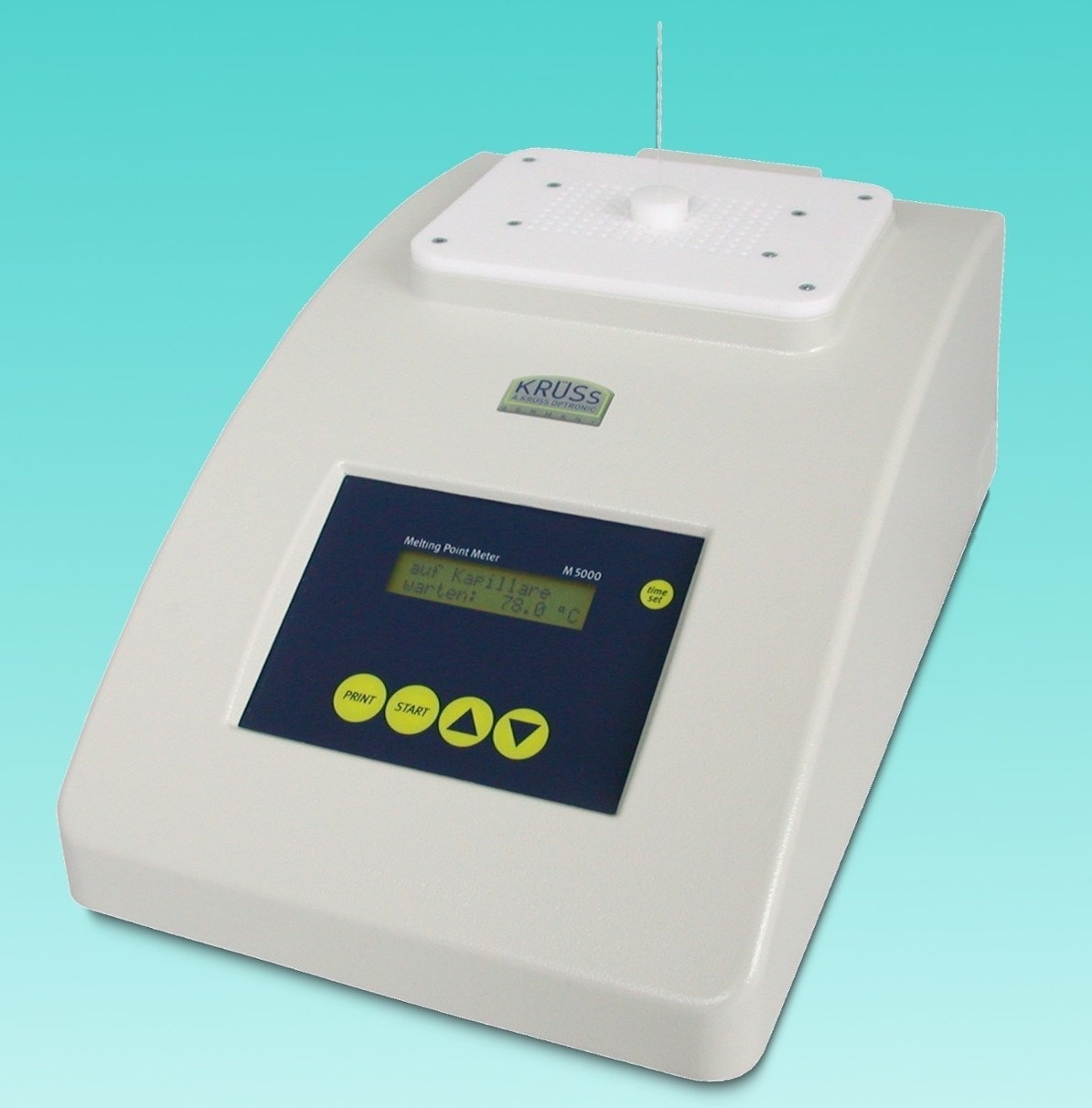
Schmelzpunktmessgerät M5000

Darüber hinaus bietet die A.Krüss Optronic weitere Labor- und Analysegeräte an, wie
- Flammenphotometer
- Dichtemessgeräte
- Schmelzpunktmessgeräte
- Spektrometer
- Gasanalysatoren
- Umwälzthermostate
- UV- und Analyselampen
- Kaltlichtquellen
- Laborsoftware

### Gemmologie
Eine Spezialität der A.Krüss Optronic ist das Angebot an gemmologischen Instrumenten. Es reicht von Edelstein-Refraktometern und Spektrometer über gemmologische Mikroskope und Lupen bis zu kompletten Arbeitsplätzen und mobilen Kofferlaboren, mit denen Qualitätsuntersuchungen und Analysen vor Ort durchgeführt werden können.